# Rico Badenschier
Rico Badenschier (Karl-Marx-Stadt, 18 luglio 1978) è un politico tedesco, sindaco di Schwerin dal 1º novembre 2016.